# The Bluest Eyes in Texas
«The Bluest Eyes in Texas» (en español: Los ojos más azules en Texas) es una canción de la banda de country estadounidense Restless Heart. Fue lanzada en mayo de 1988 como el sencillo principal de su álbum Big Dreams in a Small Town.

## Historia
La canción fue escrita por Tim DuBois, Dave Robbins y Van Stephenson. En una entrevista con The Boot, Robbins dijo que Van Stephenson proporcionó la idea cuando comenzó a contarles sobre una antigua novia de la escuela secundaria con la que se había topado recientemente.
Salió con ella hasta que su familia se mudó a Texas. Cuando se reunieron, todo en lo que podía pensar era en lo azules que eran sus ojos.

### Letra
El narrador canta que acaba de dejar a su novia. Él cuestiona el motivo de su ruptura, pero dice que está tratando de seguir adelante. Se lamenta de que no puede olvidar sus ojos azules y que lo persiguen.

## Videoclip
Bill Balsley dirigió el video musical, que se estrenó a principios de 1988.
Muestra una interpretación en vivo de la canción por la banda. Una mujer blanca, rubia y de intensos ojos azules observa detrás de una puerta, repasando en su cama fotografías del grupo y con nostalgia sonríe.
El videoclip fue subido a YouTube de manera oficial en junio de 2015 y llevaba registrado más de 4.9 millones de visualizaciones, hasta noviembre de 2022.

## Popularidad
En los Estados Unidos la canción alcanzó la primera posición en la lista Hot Country Songs, de la revista Billboard. En Canadá el sencillo alcanzó la posición número dos en la lista Country Tracks, de la revista RPM.
| Lista (1988)                       | Posición |
| ---------------------------------- | -------- |
| Canadá (Country Tracks)            | 2        |
| Estados Unidos (Hot Country Songs) | 1        |

## Boys Don't Cry
En 1999 se estrenó la película Boys Don't Cry de Kimberly Peirce. Trata sobre la vida de Brandon Teena en el pueblo de Falls City, estado de Nebraska.
Chloë Sevigny cantó la canción en su papel de Lana Tisdel y la banda A Camp hizo una versión en una grabación de estudio para los créditos finales y el álbum de la banda sonora.